# Mongolojassus jakuticus
Mongolojassus jakuticus är en insektsart som beskrevs av Alexander Fyodorovich Emeljanov 1964. Mongolojassus jakuticus ingår i släktet Mongolojassus och familjen dvärgstritar. Inga underarter finns listade i Catalogue of Life.